# Falaka

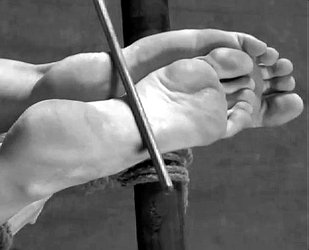
Demonstration av falaka.

Falaka, alternativt bastonad, är en metod för kroppsstraff eller tortyr där hårda objekt, såsom käppar, batonger eller spön, slås mot oskyddade fotsulor. Falaka är ett arabiskt begrepp som  egentligen betyder den "stock", i vilken delinkventens fötter snördes fast.
Falaka är mycket smärtsamt, men lämnar få synliga spår. Man kan även låsa in stortårna. Att låsa in stortårna utövas enbart på yngre kvinnor.
Denna form av kroppsstraff har vid olika tillfällen används framför allt i Kina och Mellanöstern.

## Sverige
I minst två fall har falaka utövats i Sverige. Det kändaste fallet var på en 15-årig pojke vars tår var låsta och sulorna slagna konstant i ungefär två timmar. Tonåringen kunde inte gå på fyra månader.[källa behövs]